# Ingeborg-Bachmann-Preis 1992
Der Ingeborg-Bachmann-Preis 1992 war der 16. Wettbewerb um den Literaturpreis. Die Veranstaltung fand in den letzten Junitagen 1992 im Klagenfurter ORF-Theater des Landesstudios Kärnten statt.
Eine Statutenänderung sollte in diesem Jahr mehr etablierte Autoren zum Wettbewerb locken. Der Erfolg war begrenzt, Peter Schneider zog seine Zusage zurück und Ginka Steinwachs (im Wettbewerb 1985 Preis der Kärntner Industrie) erntete wenig Beifall. Werner Liersch kommentierte: „Das spricht sich herum. In Zukunft wird der Bachmann-Wettbewerb wirklich den Charakter einer Nachwuchsveranstaltung haben.“
Die Texte erfüllten insgesamt wenig die Erwartungen der aus überwiegend neu bestellten Preisrichtern zusammengesetzten Jury, so dass am Ende des zweiten Lesetages erwogen wurde, auf eine Preisvergabe zu verzichten.

## Autoren
- Martin Ahrends
- Friedrich Ani
- Nobert Bleisch
- Bianca Döring
- Manfred Flügge
- Lioba Happel
- Christa Hein
- Wolfgang Hermann
- Ulrich Holbein
- Alois Hotschnig
- Christoph Janacs
- Jan Koneffke
- Fritz Krenn
- Roger Lille
- Manfred Maurer
- Andreas Neumeister
- Ulrich Peltzer
- Sabine Scholl
- Burkhard Spinnen
- Ginka Steinwachs
- Alissa Walser

## Juroren
- Klaus Amann
- Verena Auffermann
- Jurek Becker
- Karl Corino
- Peter Demetz
- Konstanze Fliedl
- Volker Hage
- Klara Obermüller
- Angela Praesent
- Wilfried Schoeller
- Gert Ueding

## Preisträger
- Ingeborg-Bachmann-Preis (dotiert mit 150.000 ÖS): Alissa Walser für Geschenkt
- Preis des Landes Kärnten (dotiert mit 100.000 ÖS): Alois Hotschnig für Rettung
- Ernst-Willner-Preis (70.000 ÖS): Ulrich Holbein für Universum schlaflos
- Bertelsmann-Stipendium (dotiert mit 6.000 DM): Ulrich Peltzer für einen Text ohne Titel
- Stipendium der Kärntner Industrie (dotiert mit 30.000 ÖS): Burkhard Spinnen für Der Pfeiler
- 3sat-Stipendium (dotiert mit 6.000 DM): Fritz Krenn für Das Holz